# Provincia di Caltanissetta (Regno delle Due Sicilie)
La provincia di Caltanissetta fu la XXII provincia del Regno delle Due Sicilie. Fu istituita nel 1817 con la denominazione di Valle minore di Caltanissetta ed entrò in vigore l'anno seguente.

## Storia
Nel 1812, i Borbone, nel tentativo di modernizzare la Sicilia, divisero i tre tradizionali Valli di Noto, Demone, di Mazara in 23 distretti, secondo i dettami della Costituzione promulgata quell'anno; tuttavia, queste disposizioni non saranno applicate de facto. 
L'11 ottobre 1817, Re Ferdinando I delle Due Sicilie varò il Real Decreto n. 932, che riformò la ripartizione territoriale del Regno delle Due Sicilie a seguito della fusione della corona napoletana con quella siciliana, raggruppando i distretti in sette valli minori, sedi di Intendenze, sulla falsariga dei departments francesi sorti durante la Rivoluzione del 1789. Tra le sedi d'Intendenza vi era pure Caltanissetta, che comprendeva il distretto omonimo, nonché i distretti di Piazza e Terranova. 
Il 9 dicembre 1820, con l'emanazione della Costituzione sempre da parte di Re Ferdinando I delle Due Sicilie, i sette valli vennero rinominati province. Al momento della costituzione della provincia, il capoluogo fu lasciato a Caltanissetta.
Come tutte le entità amministrative del regno borbonico, la provincia venne soppressa de facto il 26 agosto 1860, a seguito dell'occupazione garibaldina; de iure, fu soppressa al momento dell'annessione al Regno di Sardegna, il successivo 17 dicembre.

## Suddivisione amministrativa
La provincia era suddivisa in successivi livelli amministrativi, gerarchicamente dipendenti dal precedente. Al livello immediatamente successivo alla provincia, vi erano i distretti che, a loro volta, erano suddivisi in circondari. I circondari erano costituiti dai comuni, l'unità di base della struttura politico-amministrativa dello Stato moderno, ai quali potevano far capo i villaggi, centri a carattere prevalentemente rurale.
La provincia comprendeva 3 distretti, suddivisi complessivamente in 19 circondari e 29 comuni istituiti nel 1812 con la Costituzione del Regno di Sicilia e mutati nel tempo, secondo fattori quale l'unione di comuni o la separazione di terre, con la conseguente nascita di nuove città. Nel 1860, le suddivisioni risultavano essere le seguenti: 
| Distretto     | Circondari     | Comuni                                                             | Abitanti (al 1860) |
| ------------- | -------------- | ------------------------------------------------------------------ | ------------------ |
| Caltanissetta | Caltanissetta  | Caltanissetta                                                      | 77 714             |
| Caltanissetta | Mussomeli      | Acquaviva (oggi Acquaviva Platani), Campofranco, Mussomeli, Sutera | 77 714             |
| Caltanissetta | San Cataldo    | San Cataldo                                                        | 77 714             |
| Caltanissetta | Santa Caterina | Santa Caterina (oggi Santa Caterina Villarmosa), Resuttano         | 77 714             |
| Caltanissetta | Serradifalco   | Bompensiere, Montedoro, Serradifalco                               | 77 714             |
| Caltanissetta | Sommatino      | Delia, Sommatino                                                   | 77 714             |
| Caltanissetta | Villalba       | Marianopoli, Vallelunga (oggi Vallelunga Pratameno), Villalba      | 77 714             |
| Piazza        | Aidone         | Aidone                                                             | 65 756             |
| Piazza        | Barrafranca    | Barrafranca                                                        | 65 756             |
| Piazza        | Calascibetta   | Calascibetta, Villarosa                                            | 65 756             |
| Piazza        | Castrogiovanni | Castrogiovanni (oggi Enna)                                         | 65 756             |
| Piazza        | Piazza         | Piazza (oggi Piazza Armerina)                                      | 65 756             |
| Piazza        | Pietraperzia   | Pietraperzia                                                       | 65 756             |
| Piazza        | Valguarnera    | Valguarnera (oggi Valguarnera Caropepe)                            | 65 756             |
| Terranova     | Butera         | Butera                                                             | 41 122             |
| Terranova     | Mazzarino      | Mazzarino                                                          | 41 122             |
| Terranova     | Niscemi        | Niscemi                                                            | 41 122             |
| Terranova     | Riesi          | Riesi                                                              | 41 122             |
| Terranova     | Terranova      | Terranova (oggi Gela)                                              | 41 122             |
| Totale        |                |                                                                    |                    |
| 3             | 19             | 29                                                                 | 184 592            |

## Intendenti
| Nome e cognome                          | Inizio dell'incarico | Fine dell'incarico | Qualifica   | Affiliazione | Note        |
| --------------------------------------- | -------------------- | ------------------ | ----------- | ------------ | ----------- |
| Antonino Paternò                        | 1º gennaio 1818      | ?                  | Intendente  | Borbonico    | —           |
| ?                                       | ?                    | ?                  | Intendente  | Borbonico    | —           |
| Francesco Morillo, barone di Trabonella | giugno 1860          | 17 dicembre 1860   | Governatore | Garibaldino  | [ 8 ] [ 9 ] |